# Federazione di hockey su ghiaccio dell'Ungheria
La Federazione ungherese di hockey su ghiaccio (hun. Magyar Jégkorong Szövetség, MJSZ) è un'organizzazione fondata nel 1908 per governare la pratica dell'hockey su ghiaccio in Ungheria.
Ha aderito all'International Ice Hockey Federation il 24 gennaio 1927.